# TV Wschód
Telewizja Wschód (TV Wschód) – lokalny program telewizyjny, nadawany przez Grupa Medialna Wschód sp. z o.o. Istnieje od 1993 roku. Siedziba telewizji znajduje się w Siedlcach na ulicy Piłsudskiego 9. Do początku 2014 roku nadawany był pod nazwą Telewizja Siedlce (TV Siedlce).
Jej program nadawany jest codziennie od godz. 16:00 do 15:00 dnia następnego. Premierowe programy emitowane są codziennie o godzinie 16:00.
Znajdują się w nim: lokalny dziennik informacyjny Wiadomości Siedleckie, informacje sportowe, przegląd prasy, publicystyka, komunikaty, lokalne programy kulturalne, kronika policyjna oraz audycje o historii Siedlec.

## Programy TV Wschód
Program jest nadawany w formie godzinnych powtarzających się bloków programowych (od godziny 16:00 aż do 15:00 dnia następnego). Pierwsze pół godziny to program TV Siedlce, natomiast drugą połowę stanowi pasmo wspólne nadawane przez Vectra, wyjątkiem jest niedziela kiedy całą godzinę zajmuje program telewizji Siedlce.

### Informacje
Wiadomości Siedleckie - lokalny dziennik informacyjny, nadawane jest w poniedziałek, środę i piątek o godzinie 16:00 i o każdej następnej pełnej godzinie, aż do 15:00 dnia następnego. Red. wydań Sławomir Kindziuk a prowadzącymi program są: Elwira Duczek, Ewa Paskudzka, Emilia Durka, Ewa Ryłko, Anna Romaniuk, Olga Sorokin.
TV Siedlce Sport - lokalny serwis sportowy nadawany we wtorek o godzinie 16:15 i o każdej następnej pełnej godzinie, aż do 15:00 dnia następnego oraz po poniedziałkowych Wiadomościach siedleckich Prowadzącymi program jest Andrzej Materski
Temat Tygodnia - najważniejsze wydarzenie minionego tygodnia, nadawany w sobotę o godzinie 16:15 i o każdej następnej pełnej godzinie, aż do 15:00 dnia następnego.
Jak Minął Tydzień - audycja podsumowująca tydzień nadawana w sobotę o godzinie 16:00 i o każdej następnej pełnej godzinie, aż do 15:00 dnia następnego.

### Publicystyka
Jak Mieszkamy w Siedlcach? - lokalny program publicystyczny, w którym z zaproszonymi gośćmi omawiane są sprawy nurtujące lokalną społeczność, nadawany jest co miesiąc w drugi czwartek miesiąca o godzinie 16:15 i o każdej następnej pełnej godzinie, aż do 15:00 dnia następnego. Prowadzącym program jest Henryk Ładno.
Na Różne Tematy - program publicystyczny, omawiający różne zagadnienia dotyczące życia codziennego w kraju i m. Siedlce, z udziałem zaproszonych gości (polityków i samorządowców), nadawany jest co miesiąc w czwarty czwartek miesiąca o godzinie 16:15 i o każdej następnej pełnej godzinie, aż do 15:00 dnia następnego. Prowadzącym program jest Henryk Ładno.
Rozmowy bez herbatki - lokalny program publicystyczny, z udziałem zaproszonych gości, nadawany jest co miesiąc w czwartek o godzinie 16:15 i o każdej następnej pełnej godzinie, aż do 15:00 dnia następnego. Prowadzącym program jest dziennikarka Tygodnika Siedleckiego Mariola Zaczyńska.
Podaj łapę - program o zwierzętach, nadawany jest co miesiąc w czwartek o godzinie 16:15 i o każdej następnej pełnej godzinie, aż do 15:00 dnia następnego. Prowadzącym program jest dziennikarka Tygodnika Siedleckiego Mariola Zaczyńska.
Informacje urzędu skarbowego - informacje podatkowe przygotowane przez Urząd Skarbowy w Siedlcach, nadawany jest co miesiąc w środę o godzinie 16:15 i o każdej następnej pełnej godzinie, aż do 15:00 dnia następnego.

### Magazyny Tematyczne
Z Ratusza - program UM Siedlce, nadawany jest co miesiąc w piątek o godzinie 16:15 i o każdej następnej pełnej godzinie, aż do 15:00 dnia następnego. Prowadzącym program jest Paweł Mazurkiewicz (rzecznik prasowy UM)
Magazyn Motoryzacyjny WORD - program Wojewódzkiego Ośrodka Ruchu Drogowego w Siedlcach, nadawany jest co miesiąc w piątek o godzinie 16:15 i o każdej następnej pełnej godzinie, aż do 15:00 dnia następnego. Prowadzącym program jest dyrektor WORD-u Jacek Kobyliński.
Magazyn Historyczny - program Archiwum Państwowego w Siedlcach o historii Miasta i regionu na przestrzeni lat, nadawany jest co miesiąc w środę o godzinie 16:15 i o każdej następnej pełnej godzinie, aż do 15:00 dnia następnego. Prowadzącym program jest Grzegorz Wielik (dyrektor archiwum).
Kwadrans Akademicki - program Uniwersytetu Przyrodniczo-Humanistycznego w Siedlcach, nadawany jest co miesiąc w piątek o godzinie 16:15 i o każdej następnej pełnej godzinie, aż do 15:00 dnia następnego. Prowadzącym program jest Adam Bobryk (rzecznik prasowy UPH)
Mazovia Express - program Collegium Mazovia Innowacyjnej Szkoły Wyższej. Premierowy odcinek nadawany jest co miesiąc w ostatnią środę miesiąca.
Czas Na Pracę - Magazyn Informacyjny Wojewódzkiego Urzędu Pracy w Warszawie Filii w Siedlcach.

### Programy kulturalne
Siedlecki Magazyn Kulturalny (program CKiS) - lokalny program kulturalny Centrum Kultury i Sztuki w Siedlcach nadawany w poniedziałek o godzinie 16:15 i o każdej następnej pełnej godzinie, aż do 15:00 dnia następnego. Prowadzącym program jest Mariusz Orzełowski.
Pod Pegazem (magazyn MOK) - lokalny program kulturalny Miejskiego Ośrodka Kultury w Siedlcach, nadawany jest co miesiąc w niedzielę o godzinie 16:00 i o każdej następnej pełnej godzinie, aż do 15:00 dnia następnego. Prowadzącą program jest Magdalena Czmoch.

### Inne
Sonda - sonda uliczna, program nadawany jest we wtorek o godzinie 16:00 i o każdej następnej pełnej godzinie, aż do 15:00 dnia następnego. Prowadzącym program jest Anna Dmowska.

## Obsada

### Prezenterzy
- Elwira Duczek
- Ewa Paskudzka
- Emilia Durka
- Ewa Ryłko
- Anna Romaniuk
- Olga Sorokin

### Redaktorzy
- Sławomir Kindziuk
- Henryk Ładno (publicystyka)
- Mariola Zaczyńska (publicystyka)
- Andrzej Materski (sport)

### Technicy
Operatorzy kamer:
- Daniel Woliński
- Robert Szymański

### Oprawa Graficzna
- Paweł Olżyński
- Marcin Woliński